# Guerra sovietico-ucraina
La guerra sovietico-ucraina è stato il conflitto militare occorso tra il 1918 e il 1921 tra le forze nazionaliste ucraine e quelle pro-bolscevichi per il controllo dell'Ucraina.

## Storia
Nella stessa guerra vanno inclusi i combattimenti tra le varie entità che si succedettero alla guida del movimento d'indipendenza in Ucraina: il Central'na Rada della Repubblica Popolare Ucraina, l'etmanato di Pavlo Skoropads'kyj e il Direttorio, autonominatisi successori nella lotta contro la Repubblica Socialista Sovietica Ucraina e contro il movimento bolscevico, e le truppe ucraine bolsceviche unitesi all'Armata Rossa.
Terminò con la sconfitta degli indipendentisti ucraini, l'incorporazione dell'Ucraina occidentale alla Polonia, e la costituzione della Repubblica socialista sovietica Ucraina nell'Unione Sovietica.